# 국립암센터
국립암센터(國立癌센터, 영어: National Cancer Center, NCC)는 대한민국의 암 연구·진료 전문 기관이다. 보건복지부 산하 기타공공기관으로 지정되어 있다. 2000년에 설립되었으며, 경기도 고양시 일산동구 일산로 323 (마두동)에 있다.

## 연혁
- 2000.01.12. 국립암센터법 공포
- 2000.03.22. 국립암센터 법인 설립
- 2000.10.20. 진료 개시(환자중심의 센터제 운영)
- 2001.06.20. 국립암센터 개원
- 2005.06.20. 연구동 개관
- 2007.06.19. 국가암검진지원센터 및 양성자치료시설 개관
- 2010.05.31. 암관리법 개정안 공포
- 2014.03.01. 국제암대학원대학교 개교
- 2017.03.01. 국립암센터국제암대학원대학교 전문대학원 확대
- 2019.10.02. 국립암센터국제암대학원대학교 산학협력단 설립
- 2020.10.25. 국립암센터 부속병원 신관 준공

## 같이 보기
- 국립암센터국제암대학원대학교
- 국립암센터 부속병원
- 국립암센터 국가암관리사업본부
- 국립암센터 연구소